# たんとんとん
『たんとんとん』は、TBS系列の「木下恵介アワー」（当時：日産自動車一社提供）で放送されたテレビドラマである。

## あらすじ
高校生の健一は、いつも、母・もと子と喧嘩ばかりしている荒くれ息子。しかし、大工の棟梁である父親が旅先で倒れ帰らぬ人になってしまったことで生活は一変。もと子のあまりの落ち込みように健一は、大学進学を諦め父の跡を継ぐ決意をする。

## 放送データ
- 放送期間：1971年6月1日 - 11月30日
- 放送日時：毎週火曜日 21:00-21:30
- 放送回数：全26回
- 放送形態：カラーフィルム作品

## キャスト
- 尾形健一：森田健作　もと子の息子。大学進学を目指していたが、家庭を支えるために高校を中退して大工を目指す。
- 尾形もと子：ミヤコ蝶々
- 棟梁・堀田：花沢徳衛　娘(ゆり子)の行く末を心配しているが、彼女を嫁がせる事には否定的。
- 堀田の妻・咲子：杉山とく子  年頃の娘(ゆり子)の行く末を気にしている。
- 堀田の娘・ゆり子：丘ゆり子　器量が良くない事を気にしている。
- 生島新次郎：杉浦直樹
- 生島とし子：松岡きつこ
- 江波竜作：近藤正臣
- 石井文子：榊原るみ
- 安さん：太宰久雄
- 夏川朝子：岩崎和子
- 中西雄一郎：中野誠也
- 中西敬子：井口恭子
- もと子の義妹・高木松代：加藤治子
- 松代の息子・高木一郎：朝倉宏二
- 安さんの妻・雪子：菅井きん
- とし子の母・時子：宮城千賀子
- ゆり子の婚約者のバンドマン・園部浩三：朝比奈尚行
- 竜作の父・竜造：由利徹
- 磯田：岩上正宏
- 建重：浅若芳太郎
- 福田先生：曾我廼家一二三
- 大沢：ジャイアント吉田
- 風間：立花一男
- 笠松：大泉滉
- 金田益夫：池田二三夫
- そば屋の親父：中島元　益夫の親父
- 勝造：天草四郎
- 田崎：柳谷寛
- 山中：田中淳一
- 辰っあん：名川貞郎
- 朝子の父：高木信夫
- 老人：長浜藤夫
- 客：戸川美子
- ボーイ：真崎竜也
- ホステス：菊地恵子、長沼美枝子
- そば屋：原靖夫
- あんちゃん：樋浦勉　駅前の床屋
- ペンキ屋：谷村昌彦
- クリーニング屋：大杉侃二朗、本橋和子
- 巡査：佐山俊二
- 看護婦：谷よしの、小峰陽子
- 中年の女：水木涼子
- 配送係：樫明男

## スタッフ
- 企画：木下恵介
- 脚本：山田太一
- 演出：木下恵介、川頭義郎、大槻義一ほか
- 音楽：木下忠司
- プロデューサー：小梶正治、忠隈昌
- 協力：東急建設
- 制作：松竹、木下恵介プロダクション、TBS

## 主題歌
「君のいる空」
作詞：山田太一 / 作曲・編曲：木下忠司 / 唄：森田健作